# تقرير (إعلام)

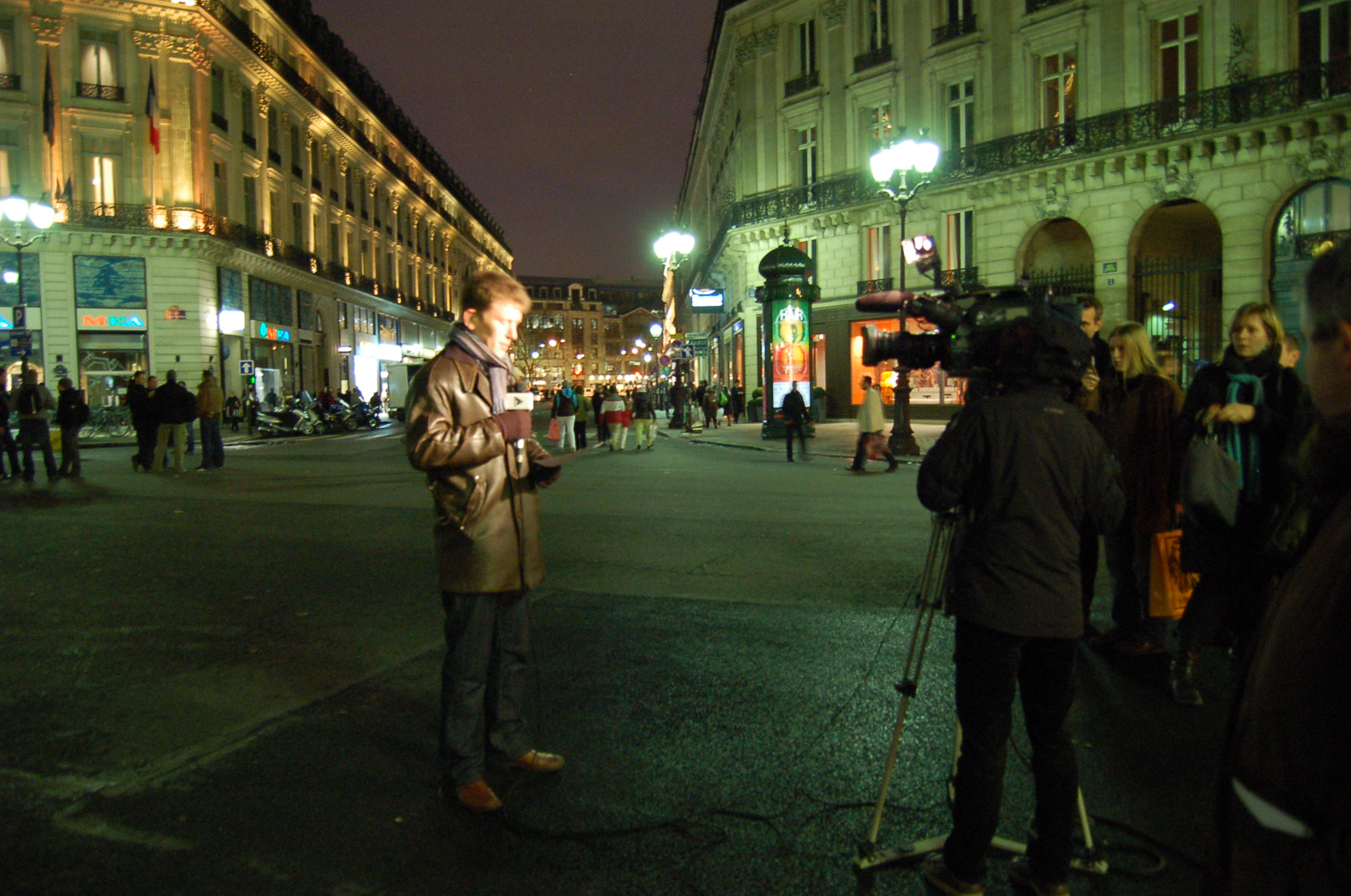

التقرير أو التحقيق أو الريبورتاج (بالفرنسية: Reportage)‏ أحيانا يشير إلى مجموعة من إجمالي التغطيات الإعلامية لموضوع معين أو واقعة، بما فيها من أخبار وتحليلات. التقرير، سواءً كان مرئياً أو مقروءاً أو مسموعاً.. يتم دمج الخبر فيه بالوثائق بالمعرفة بالاستفهامات والأسئلة بالمقابلة (وهو أرقى وأصعب وأمهر الفنون الصحافية، لأنه يقتضي وضع الحد الأقصى من الإثارة في الحد الأقصى من الحقيقة، وإثبات الحد الأقصى من التفاصيل الصغيرة من دون اثبات تفصيل واحد لا لزوم له).

## وصلات خارجية
- من مقال لسمير عطا الله